# فولادشهر
فولادشهر از شهرهای جدید در ۱۹ کیلومتری شهر اصفهان است  که  در شهرستان لنجان اصفهان از توابع استان اصفهان است.فولادشهر اکنون دارای دو ناحیه بزرگ و یک محله و ناحیه صنعتی و دو شهرداری و یک بخشداری و ۳۶ محله ساخته شده و ۹ محله بزرگ در حال احداث است که طراحی هر محله متفاوت نسبت به سایر  است و از بزرگ‌ترین شهرهای جدید «بعد از شهر های جدید پرند و پردیس تهران» ایران به‌شمار می‌رود. ناحیه ۲ یا همان مسکن مهر این شهر با ۳۳ هزار واحد مسکونی بعد از پرند، بزرگ‌ترین مسکن مهر ایران را دارا است.
همچنین شهر فولادشهر دارای یک دادگستری ، دو کلانتری (درهرناحیه یک کلانتری) ، یک بیمارستان و بیش از ۱۰ مجتمع درمانی ودر زمینه ورزش بیش از ۳۰ مجموعه ورزشی، در زمینه فرهنگی دارای یک پردیس سینمایی مجهز و یک سالن آمفی تئاتر در ناحیه ۱ و مجتمع‌های تجاری اداری است.شهردار این شهر مهدی قاسمی است.

## تاریخچه فولادشهر
ساخت کارخانه ذوب آهن در پی عقد قراردادی بین دولت‌های ایران و اتحاد جماهیر شوروی در سال ۱۳۴۰ در دشت طبس در ۵ کیلومتری جنوب غربی فولادشهر کنونی آغاز گردید و به دنبال آن منطقه لنجان شاهد مهاجرانی گردید که با هدف دست یابی به اشتغال در کارخانه ذوب آهن زاد و بوم خویش را در سرزمین‌های دیگر خصوصاً مناطق همجوار لنجان ترک کرده و به این منطقه مهاجرت کرده و در بخش‌های مختلف کارخانه به کار گرفته شدند. شدت این مهاجرات‌ها به حدی بود که از همان بدو کار عملیات احداث کارخانه، بحث اسکان مهاجرین تازه اشتغال یافته در کارخانه به مشغله مهم ذهنی برنامه‌ریزان و سیاست‌گذاران مربوط مبدل گردید. محل کنونی شهر فولادشهر در پی تأسیس کارخانه ذوب آهن اصفهان در سال ۱۳۴۷ توسط کمیسیون مخصوصی مرکب از کارشناسان ایران و روسی که در جهت کمک‌های فنی برای ساختمان کارخانه ذوب آهن اصفهان و انتخاب محل شهرسازی آن به ایران اعزام شده بودند انتخاب گردید؛ لذا دولت وقت ایران قرارداد احداث یک شهر را به همراه احداث کارخانه ذوب آهن با دولت اتحاد جماهیر شوروی منعقد کرد. نقشه جامع پیشنهاد شده برای فولادشهر بر اساس تجارب شهرسازی با ملاحظه و بررسی حوائج اجتماعی و مدنی و ساختمانی و بهداشتی یک شهر مدرن و جدید تهیه شد.
این شهر در آغاز توسط کارخانه ذوب آهن و با هدف اسکان شاغلان مهاجر کارخانه و نیروهای متخصص خارجی (روسی) بنا گردید و به عنوان شهرک خوابگاهی متعلق به کارخانه تا سال ۱۳۶۰ صرفاً توسط جمعیت شاغل در این کارخانه مورد اسکان قرار می‌گرفت. لیکن از این سال به تدریج و در روندی حدوداً ۱۰ ساله از تملک کارخانه مذکور درآمده و به شهرهای تحت اداره وزارت کشور پیوست. به دنبال مصوبه هیئت وزیران در پایان سال ۱۳۶۶ مبنی بر ایجاد شهرهای جدید در اطراف شهرهای بزرگ صنعتی، شرکت عمران شهر جدید فولادشهر تشکیل شد و در سال ۱۳۷۲ شهرداری فولادشهر رسمآ تأسیس گردید. تعیین منطقه مسکونی با توجه به ضروریات و شرایط بهداشت صنعتی و فاصله لازم صورت گرفته‌است، این عامل برای شهری که بر اساس صنایع سنگین بنا می‌شود حائز اهمیت بسیار بوده‌است. طرح جامع این شهر برای جمعیتی معادل ۵۰۰٬۰۰۰ نفر تا سال ۱۳۹۵ در تاریخ ۷۳/۱۰/۱۹ توسط شورای عالی شهرسازی و معماری ایران با محدوده استحفاظی حدود ۲۴۰۰۰ هکتار و محدوده طرح جامع ۸۷۰۰ هکتار به تصویب رسیده‌است.
بزرگترین شهر بدون چراغ قرمز کشور است که ترافیک ندارد و در صرت بروز هرگونه خلل در رفت و آمد به سرعت خیابان های جایگزین به کمک مردم شهر ترافیک روان را به شهروندان ارائه می دهند.
این شهر خیابان دوطرفه ندارد و سطح معابر اصلی تمام خیابان های شهر دارای حداقل دو لاین رفت و دو لاین برگشت هستند.

## تقسیمات کشوری و مختصات جغرافیایی
- بخش فولادشهر
  - دهستان خرم‌رود
  - دهستان اشیان شمالی
  - شهر: فولادشهر

بخشداری فولادشهر  در سال ۱۳۹۷ با تصویب هیئت وزیران افتتاح شد و در همان سال اولین جلسه آن تشکیل شد. این بخش دارای دو دهستان بوده و شامل دو ناحیه شهری یک و دو می‌باشد.
مختصات جغرافیایی شهر فولادشهر:
این شهر در یازده کیلومتری زرین شهر مرکز شهرستان، ۵ کیلومتری کارخانه ذوب آهن و در ۱۹ کیلومتری جنوب غربی شهر اصفهان در مجاورت محور ارتباطی اصفهان-شهرکرد قرار دارد. این شهر از شمال به شهرستان فلاورجان، از جنوب به اراضی زرین‌شهر، از شرق به کوه نمک و از غرب به رشته کوه پنجی محدود می‌باشد. این شهر، پنجمین شهر پرجمعیت استان اصفهان می‌باشد.

## مردم‌شناسی و جمعیت
بر اساس نتایج سرشماری سال ۱۳۹۵ فولادشهر دارای۸۸،۴۲۶می‌باشد.
«فولادشهر جز متنوع‌ترین شهرهای ایران از نظر قومیت می‌باشد»
لرهای بختیاری‌ ازاستانهای  خوزستان و چهارمحال بختیاری ، اکثریت مردم فولادشهر را تشکیل می‌دهند.
سپس  اقلیت های فارس و کرد و آذری و عرب و سایر تشکیل می دهند.
| آمار سرشماری سالانه بخش فولادشهر | آمار سرشماری سالانه بخش فولادشهر | آمار سرشماری سالانه بخش فولادشهر | آمار سرشماری سالانه بخش فولادشهر |
|                                  | ۱۳۹۵                             | ۱۳۹۰                             |                                  |
| -------------------------------- | -------------------------------- | -------------------------------- | -------------------------------- |
| خانوار                           | ۲۶٬۶۳۱                           | ۱۳٬۸۲۲                           |                                  |
| جمعیت                            | ۸۸٬۴۲۶                           | ۵۵٬۴۹۶                           |                                  |
| مرد                              | ۴۴٬۶۱۰                           | ۲۷٬۹۷۷                           |                                  |
| زن                               | ۴۳٬۸۱۶                           | ۲۷٬۴۹۸                           |                                  |

به دلیل کارخانه‌ها و شهرک‌های صنعتی متعددی که در اطراف این شهر قرار دارند از جمعیت روزافزونی برخوردار است . درحال حاضر بافت جمعیتی فولادشهر از تنوع گسترده‌ای برخودار است و گروه‌های مهاجر اسکان یافته در آن را می‌توان به صورت زیر طبقه‌بندی نمود:
کارمندان کارخانه ذوب آهن که پس از مهاجرت از زاد و بوم خویش رو به منطقه لنجان گذارده و پس از اشتغال در کارخانه مذکور در منازل سازمانی کارخانه در این شهر اسکان یافته‌اند و سپس با خریداری منازل تحت اختیار خویش در این شهر سکونت دائمی گزیده‌اند.
مهاجران جنگ تحمیلی که آغاز جنگ و اشتغال در بخش قابل توجهی از خوزستان به خصوص شهر های آبادان و اهواز و مسجد سلیمان ، زادبوم خویش را ترک کرده و با مهاجرت به مناطق امن تر از جمله منطقه لنجان، در شهر فولادشهر اسکان یافتند.
مهاجران ناشی از رکود پس از انقلاب که مستقل از کارخانه ذوب آهن در این شهر اسکان یافتند. این گروه‌های اخیر در دوران پس از انقلاب ۵۷ به واسطه رکود زندگی در زاد و بوم خویش یا ناتوانی در تداوم زندگی و تأمین معاش، زیستگاه سنتی خویش را ترک نموده و به امید دستیابی به اشتغال درکارخانه ذوب آهن و دیگر صنایع منطقه به لنجان که امکانات ارزان‌تر جهت سکونت و زندگی برخوردار بود اسکان یافته‌اند.

## محلات و ناحیه‌های شهری

نقشه محله‌های فولادشهر

فولادشهر دارای ۳۶ محله ساخته شده و ۹ محله در حال ساخت و یک محله صنعتی (سایت صنعتی فولادشهر) نام گذاری محله‌ها دارای فرمول خاصی  و از شرق به غرب می‌باشد که در نام گذاری محله‌ها جزء اول از حروف لاتین بزرگ و جزء دوم از یک عدد ساخته شده که حرف لاتین اول بزرگ نشان دهنده موقعیت جغرافیایی می‌باشد، برای نمونه حرف B در محله‌های B1،B2،B3،B4،B5،B6،B7،B8،B9 نشان می‌دهد که این محله‌ها در کنار هم و در راستای عمود چینش شده اند.
| محله‌های فولادشهر*  | محله‌های فولادشهر*  | محله‌های فولادشهر*  | محله‌های فولادشهر* | محله‌های فولادشهر* | محله‌های فولادشهر* |
| ناحیه ۱ «فولادشهر» | ناحیه ۱ «فولادشهر» | ناحیه ۱ «فولادشهر» |                   | ناحیه۲ «مسکن مهر» | ناحیه۲ «مسکن مهر» |
| محلات A            | محلات B            | محلات C            | محلات D           | محلات E           | محلات F           |
| ------------------ | ------------------ | ------------------ | ----------------- | ----------------- | ----------------- |
| A1 یا فاز ۱        | B1                 | C1                 | D1 در دست احداث   | E1                | F1                |
| A2 یا تک آ۲        | B2,B3              | C2                 | D2 در دست احداث   | E2                | F2                |
| A3                 | B4                 | C3                 | D3 در دست احداث   | E3                | F3                |
| محله تجاری         | محله تجاری         | C4                 | D4 در دست احداث   | E4                | F4                |
| محله تجاری خدماتی  | B5                 | C5                 | D5 در دست احداث   | E5                | F5                |
| محله تجاری خدماتی  | B6                 | محله تجاری         | D6 در دست احداث   | E6                | F6                |
| A4                 | محله تجاری         | C6 درحال احداث     | D7 در دست احداث   |                   |                   |
| A6                 | B7                 | C7                 |                   |                   |                   |
|                    | B8                 | محله تجاری         |                   |                   |                   |
| B9 در حال احداث    | C8                 |                    |                   |                   |                   |

### محلات ناحیه ۱«فولادشهر»
محلات ناحیه یک که از شرق شهر شروع می‌شوند محلاتA هستند. محلات B در مرکز شهر و محلات C در غرب شهر هستند. و محلات D بین مسکن مهر و فولادشهر ساخته خواهند شد. فولادشهر دارای یک محله بزرگ به نام B1 می‌باشد که در زمان محمد رضا شاه پهلوی با طراحی بسیار ویژه باغ شهر تأسیس شد که در اوایل تأسیس شهر مهندسین روسی و ایرانی که در کارخانه ذوب آهن مشغول به کار بودند در این محله ساکن شدند.
(A1): ۲۲بهمن، (A2): قدس، (A3): زهره، (A4): اشرفی اصفهانی، (A6):شیخ بهایی، (B1): صدر، (B2,B3): بهشتی، (B4): هویزه، (B5): کاشانی، (B6): دکتر حسابی، (B7): شهریار، (B8): فجر، (B9): ظفر " درحال ساخت تا سال ۱۴۰۴ "، (C1,C2): چمران، (C3): گلبهار، (C4): هشت بهشت، (C5): مفتح، (C7): البرز، (C8): سروستان
*محلات D دیار «درحال احداث»

### محلات ناحیه۲ «مسکن مهر»
محلات مسکن مهر فولادشهر با شهر فولادشهر  حدود 3 الی 4 کیلومتر فاصله دارند؛ محله‌های ایثار (E) و فرهنگ (F) ناحیه ۲ فولادشهر هستند، این ناحیه در واقع همان مسکن مهر فولادشهر و در مجموع شامل ۱۲ محله می‌باشد که نام گذاری آنها  از شرق به غرب مانند محله‌های ناحیه ۱ فولادشهر است.

## امکانات رفاهی و تفریحی
برای درک بیشتر معماری فولادشهر باید به محله محور بودن آن توجه زیادی داشت. هر محله به صورت مستقل باید امکاناتی نظیر بازار، پارک و مراکز درمانی در آن پیش‌بینی شده باشد. در محله‌های قدیمی (دهه ۴۰ و ۵۰) مانند آ۲ و ب۱ این مشخصه کاملاً مشهود است اما در محله ب۵ تنها می‌توان بازار و پارک را نام برد و در محله‌های جدیدتر (دهه ۷۰ و ۸۰) فقط مکانی برای بازار تعبیه شده‌است.

### درمانی
بیمارستان مطهری فولادشهر قبل از انقلاب ۵۷ هتل بسیار معروفی بوده و در سال ۱۳۶۸ با تغییر کاربری تبدیل به تنها بیمارستان خصوصی غرب استان اصفهان شد. خصوصی بودن بیمارستان و افزایش جمعیت فولادشهر به همراه مراجعه از سایر قسمت‌های شهرستان به این بیمارستان، بالاتر رفتن هزینه‌های درمانی و اتلاف وقت بیماران را بدنبال دارد، به همین دلیل بیشتر ساکنان این شهر خدمات درمانی خود را در اصفهان پیگیری می‌کنند. مطب‌های خصوصی و کلینیک‌های دندانپزشکی و دامپزشکی شخصی مانند کلینیک آریا، کلینیک بصیرت، درمانگاه پرتوی مهر و چندین مرکز خصوصی دیگر نیز در شهر وجود دارد. تنها خدمات دولتی در بخش درمان شامل ۴ مرکز بهداشت در محله‌های آ۴، ب۱، ب ۸ و سی۳ می‌باشد.

### ورزشی
| نام باشگاه         | نوع ورزش   | کاربری               | موقعیت         |
| ------------------ | ---------- | -------------------- | -------------- |
| باشگاه رجایی       | چمن طبیعی  | مردان                | محله آ۴        |
| چمن مصنوعی ب۱      | چمن مصنوعی | مردان                | محله ب۱        |
| زمین تنیس          | خاکی       | بانوان و آقایان      | متل فولادشهر   |
| باشگاه اسب سواری   | اسب سواری  | بانوان و آقایان      | ورودی فولادشهر |
| استخر الماس        | شنا        | شنای بانوان و آقایان | محله ب۴        |
| زورخانه پوریای ولی | پهلوانی    | آقایان               | محله ب۸        |

#### سالن ورزشی
فولادشهر علاوه بر سالن‌های تازه تأسیس و قدیمی زیر در بعضی محله‌ها دارای فضاهای تعبیه شده برای ورزش‌های بسکتبال، والیبال و فوتبال است هر چند در سال‌های گذشته استفاده از آن‌ها بسیار کاهش یافته‌است.
| نام مکان          | آدرس           |
| ----------------- | -------------- |
| سالن تختی         | محله ب۵        |
| سالن شهرداری      | بلوار اصلی شهر |
| سالن ایثار        | محله آ۲        |
| سالن حجاب         | محله آ۳        |
| سالن آ۶           | محله آ۶        |
| مجموعه ورزشی ساحل | پارک پرنیان    |

#### پارک و شهر بازی
لیست پارک‌ها و شهربازی‌های فولادشهر را در جدول زیر مشاهده کنید. گفتنی است در سال‌های گذشته پارک قدیمی فولادشهر و زمین‌های آن به مزایده گذاشته شده و ساختمان کنونی سیتی سنتر فولادشهر بر روی آن ساخته شده‌است.
| نام              | امکانات                              | آدرس                        |
| ---------------- | ------------------------------------ | --------------------------- |
| بوستان خلیج فارس | فضای سبز وسایل بازی کودکان           | ورودی فولادشهر              |
| جنگل کاج         | جنگل مصنوعی با درختان کاج            | ورودی فولادشهر              |
| بوستان بانوان    | جنگل مصنوعی فای سبز                  | ورودی فولادشهر جنب آرامستان |
| پارک پرنیان      | فضای سبز دریاچه مصنوعی جنگل کوهستانی | انتهای بلوار اصلی شهر       |
| فانی لند         | شهربازی سرپوشیده                     | ورودی فولادشهر              |

#### سینما و مرکز فرهنگی
فولادشهر از نظر فرهنگی وابسته به فرهنگ مهاجران و فرهنگ مدرن شهرنشینی است. امکانات فرهنگی این شهر را در جدول زیر مشاهده می‌کنید.
|                 | آدرس               |
| --------------- | ------------------ |
| سینما فرهنگ     | محله ب۱            |
| سالن آمفی تئاتر | محله ب۱            |
| فرهنگسرای غدیر  | بلوار اصلی شهر     |
| بانوسرای نور    | محله ب۲ب۳          |
| موزه کتب خطی    | زیرزمین بازار کوثر |

## مراکز تجاری و خدماتی
فولادشهر دارای چندین مرکز تجاری با عنوان بازار است که کاربرد آن‌ها محله محور است. علاوه بر این بازارها مراکز خرید متعددی ساخته یا در حال ساخت می‌باشند.
درجدول زیر اسامی بازارهای معروف این شهر فهرست شده‌اند. محله‌های ب۶، ب۷، ب۸، سی۱، سی۳، سی۵، سی۸ و… نیز دارای بازارهای محله ای می‌باشند که رونق کمتری دارند و جز بازارهای کوچک به حساب می‌آیند. در سال‌های گذشته با توجه به افزایش جمعیت این شهر بازاری به عنوان پنج شنبه بازار نیز در مکان‌های مختلفی از شهر برای دستفروشان پدید آمده بود که شهرداری در بسیاری از موارد مانع شکل‌گیری این نوع بازار می‌شود ولی در پاییز ۱۴۰۱ می‌توانید این بازار را در انتهای جنوبی شهر در میدان سی۱ فولادشهر پیدا کنید.
|   | نام بازار     | آدرس              |    | نام بازار         | آدرس         |    | نام بازار        | آدرس           |
| - | ------------- | ----------------- | -- | ----------------- | ------------ | -- | ---------------- | -------------- |
| ۱ | مجتمع پارک    | محله آ۱ یا فاز ۱  | ۹  | بازار شهر و روستا | محله ب۱      | ۱۷ | مجتمع پاسارگاد   | بلوار اصلی شهر |
| ۲ | بازار مهاجرین | محله آ۲ و محله آ۳ | ۱۰ | بازار صدر         | محله ب۱      | ۱۸ | مجتمع فوژان      | محله سی۴       |
| ۳ | بازار زهره    | محله آ۳           | ۱۱ | بازار فردوس       | محله ب۲ب۳    | ۱۹ | مجتمع پاسارگاد ۲ | مسکن مهر       |
| ۴ | مجتمع کوثر    | خیابان طالقانی    | ۱۲ | مجتمع صدرا        | بلوار شهدا   | ۲۰ | ایران مال        | مسکن مهر       |
| ۵ | بازار سپاهان  | محله آ۴           | ۱۳ | مجتمع مروارید     | بلوار ولیعصر | ۲۱ | مجتمع مهرگان     | مسکن مهر       |
| ۶ | بازار قدس     | محله آ۴           | ۱۴ | بازار ب۴          | محله ب۴      | ۲۲ | پاساژ ملل        | مسکن مهر       |
| ۷ | بازار گلبرگ   | محله آ۶           | ۱۵ | مجتمع ولیعصر      | محله ب۵      | ۲۳ | پاساژ خلیج فارس  | مسکن مهر       |
| ۸ | بازار مهر     | محله آ۶           | ۱۶ | مجتمع پردیس       | محله ب۵      | ۲۴ | سایت صنعتی کاوه  | بلوار مدرس     |

#### محله‌های تجاری
در این شهر محله‌هایی وجود دارد که تجاری-مسکونی است و در هیچ‌یک از تقسیم‌بندی‌های ناحیه ای و محله ای جای نمی‌گیرند. در این محله‌ها پاساژهای تجاری بزرگ و چند طبقه به منظور رونق بازار فولادشهر شکل گرفته‌است. از بزرگ‌ترین آن‌ها می‌توان به ایران سنتر، سیتی سنتر و مجتمع صدرا اشاره کرد هر چند ساختمان‌های تجاری بیشتری نیز در حال ساخت می‌باشد.

## دانشگاه‌ها و مراکز آموزشی
دانشگاه‌ها
1. مؤسسه آموزش عالی امین
2. مؤسسه آموزش عالی صنعتی فولاد
3. مؤسسه آموزش عالی جامی
4. مؤسسه آموزش عالی فرزانگان
5. دانشگاه پیام نور واحد فولادشهر
6. دانشگاه آزاد اسلامی واحد فولادشهر[۲۸]

## آب و هوا
ابن شهر دارای اقلیمی سرد و نیمه خشک است با تابستان های گرم و خشک و زمستان های سرد و نیمه خشک.رشته کوه های اطراف این شهر باعث شده اند فولاد شهر نسبت به آن طرف کوه ها مثل زرین شهر بارندگی کمتری داشته باشد.
- گرمترین محدوده شهر:

محله چمران (محله C1 و C2) است. البته این محلات در بلندترین نقطه شهر قراردارند.
- خنک‌ترین محدوده شهر:

محله صدر(B1) است. که به علت طراحی باغ شهر و فضای سبز و پربار این محله. آب و هوای خنکتری نسبت به سایر محلات این شهر دارد.

## مترو فولادشهر
خط مترو اصفهان- زرین شهر که از سال ۱۳۸۹ آغاز شده که از انتهای غربی خط ۳ مترو شهر اصفهان شروع شده که با عبور از شهر های شهرابریشم و شهر فلاورجان به موازات آزادراه ذوب آهن به طول حدود ۲۵ کیلومتر از کنار فولادشهر خواهد گذشت. با روی کار آمدن دولت حسن روحانی پیشرفت این پروژه متوقف شد. پیش‌بینی می‌شود این مترو در سال ۱۴۰۴ پیشرفت فیزیکی آن به ۶۰ درصد برسد.